# Смагарович, Марк Станиславович
Марк Станиславович Смагарович (род. 28 февраля 1927, д. Заболотье, Белорусская ССР) — советский и белорусский поэт, юный партизан Великой Отечественной войны.
Член Союза писателей Белоруссии (с 1955 года).

## Биография
Родился 28 февраля 1927 года в деревне Заболотье, ныне Октябрьского района Гомельской области в крестьянской семье. До Великой Отечественной войны завершил обучение в 6-м классе Заболотской средней школы. В 1941 году, подростком был принят в партизанский отряд имени Чапаева. Родители были угнаны в фашистский концлагерь, там погибли. В 1944 году получил тяжёлое ранение, лечился в госпитале, но руки были ампутированы. Был направлен на содержание в Бобруйский дом инвалидов, где прибывал с 1945 по 1952 годы, там завершил обучение в средней школе. После небольшой период времени проживал в Острошицком Городке в Минской области. В 1964 году переехал на постоянное место жительство в город Минск.
Своё первое стихотворение он опубликовал в Бобруйской областной газете в 1949 году. В 1951 году начал постоянно публиковаться в газете «Лiтаратура i мастацтва», в других республиканских изданиях. Поэт в своих произведениях обращался к суровой памяти о войне, прославлял подвиг белорусских партизан, повествовал о делах современников, обращал внимание на красоту родного края. Первая его книга «Мой таварыш» объединила ранние произведения Смагаровича.
Позже в свет вышли его сборники: «На крыллях песнi», «Мае выступленне», «Крокi», «Пачастунак», «Разводдзе». Он писал о простых людях, тружениках. Много было написано автором стихов-миниатюр. В дальнейшем читатель увидел сборники: «Жорнавы вiру», «Бляск крышталю». Статирические произведения были помещены в сборниках: «Са свайго пункту гледжання». Для детей и подростков вышли книги: «Каля кастра», «Жураўлiная труба».

## Литературное творчество
Является автором книг:
- “Мой таварыш” (1955 год)
- «На крыллях песні» (1958 год)
- «Каля кастра» (1959 год)
- «Маё выступленне» (1961 год)
- "Снежинка" (1962 год)
- «Пачастунак» (1963 год)
- «Крокі» (1966 год)
- «Жураўліная труба» (1968 год)
- «Разводдзе» (1973 год)
- «Сплаў» (1976 год)
- «Жорны віру» (1980 год)
- «Бляск крышталю» (1983 год)
- «Паглядае Дзіма ў неба» (1978 год)
- «Гартаванне» (1987 год)
- "Далоні Радзімы" (1994 год)

## Награды и звания
- Орден Отечественной войны I степени
- другими медалями